# Горохолина
Горохо́лина (укр. Горохолина) — село в Богородчанской поселковой общине Ивано-Франковского района Ивано-Франковской области Украины.
Население по переписи 2001 года составляло 2414 человек. Занимает площадь 20 км². Почтовый индекс — 77760. Телефонный код — 03471.

## История
В 1946 году указом ПВС УССР село Горохолина Лес переименовано в Горохолина.

## Известные жители и уроженцы
- Михаил Микицей (род. 1934) — епископ Украинской грекокатолической церкви.